# Fort d'Aubervilliers (metrostation)
Fort d'Aubervilliers er en station på linje 7 i metronettet i Paris. Den blev åbnet den 4. oktober 1979.
Stationen i Aubervilliers blev opkaldt efter et af de seksten forter, som blev bygget som en første forsvarsring udenfor Paris' bymure i årene 1841-45. Denne ring blev lagt i et kanonskuds afstand fra byens mure.

## Trafikforbindelser
- RATP